# Svídnice (Polsko)
Svídnice (polsky Świdnica [šfidňica], německy Schweidnitz) je město na jihu Polského Slezska v Dolnoslezském vojvodství v okrese Svídnice, historická metropole Svídnického knížectví. Pocházela odtud Anna Svídnická, třetí manželka císaře Karla IV. Zdejší Kostel míru je zapsán ve světovém dědictví UNESCO. V roce 2023 zde žilo 53 423 obyvatel.

## Historie
Ve středověku město proslulo vařením piva, které se dodávalo do celé střední Evropy. Roku 1676 zde zemský hejtman Kryštof Václav z Nostic založil kapucínský klášter s rodovou hrobkou hraběcího rodu Nosticů, kde byl po své smrti roku 1712 pochován.
Za sedmileté války byla 30. října 1761 Svídnice dobyta rakouskými vojsky. Ti ji drželi až do 9. října 1762, kdy po několikatýdenním obléhání vydali město zpět Prusům.
V letech 1975–1998 bylo město součástí Valbřišského vojvodství.

## Pamětihodnosti
- Katedrála svatého Stanislava a svatého Václava
- Kostel míru (památka UNESCO)

## Fotogalerie

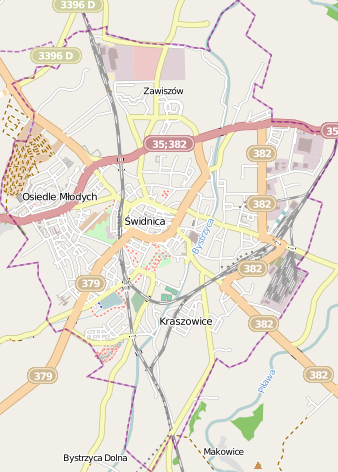
Geografie města Svídnice
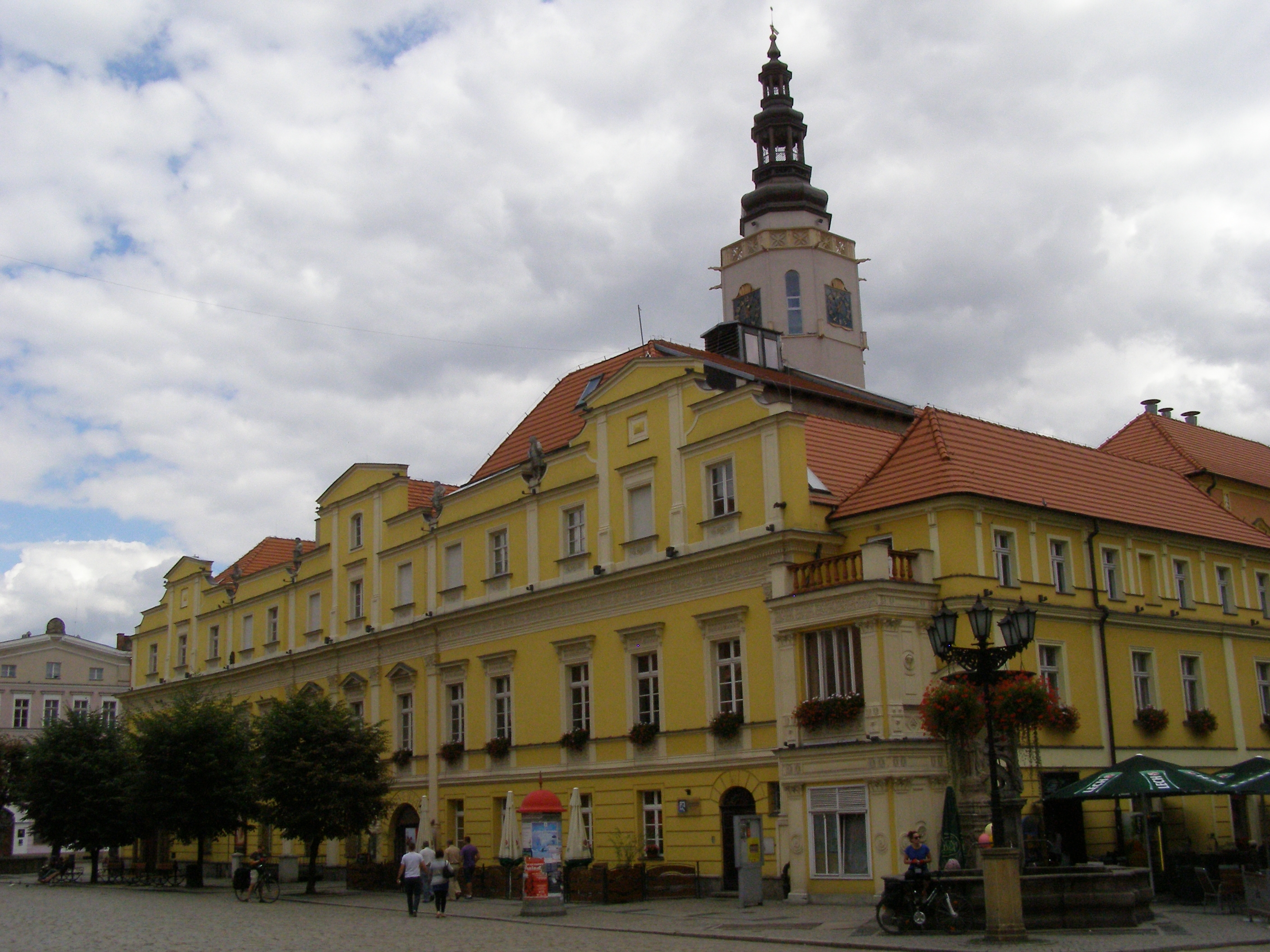
Radnice ve Svídnici
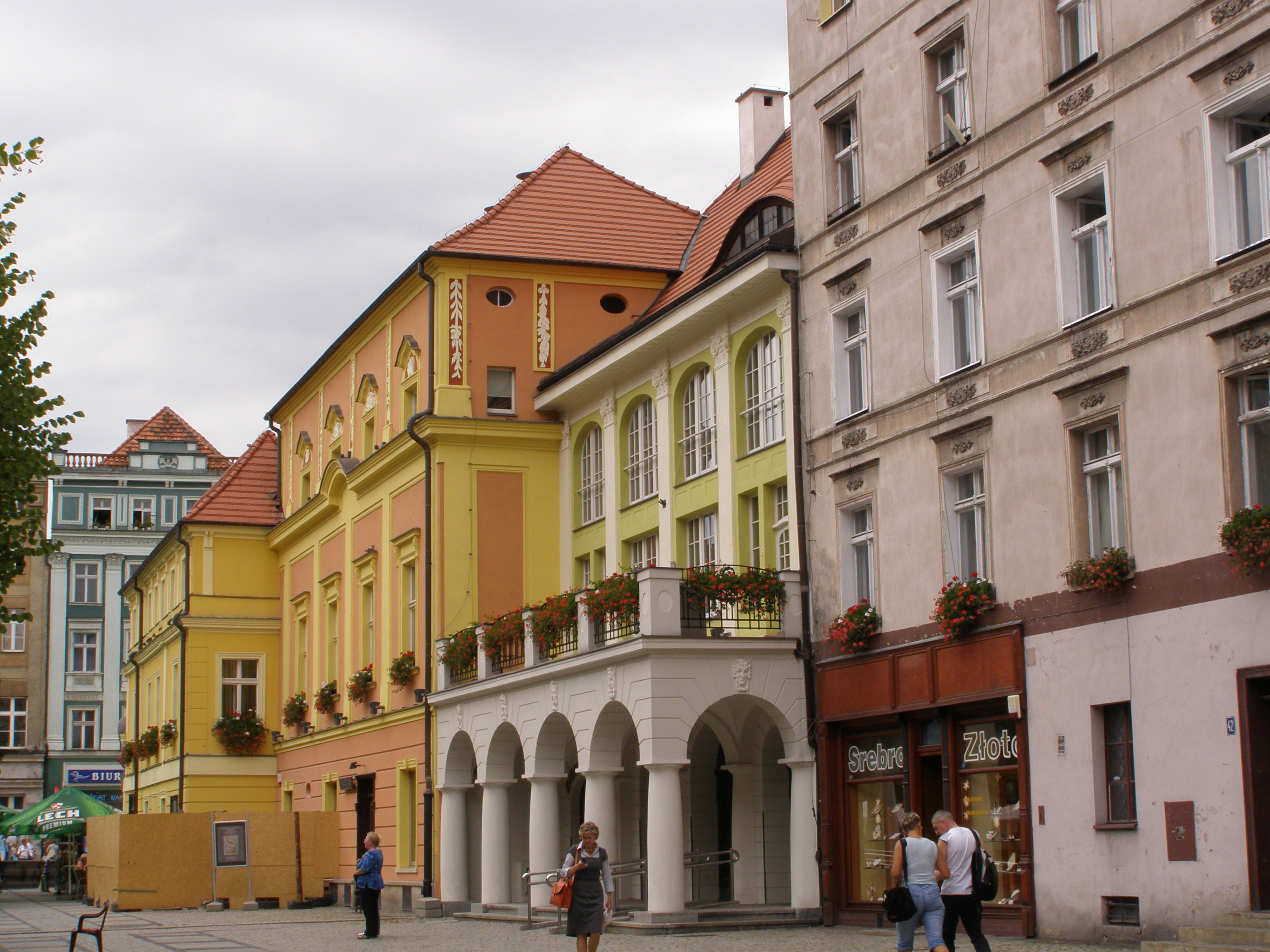
Rynek ve Svídnici (1)
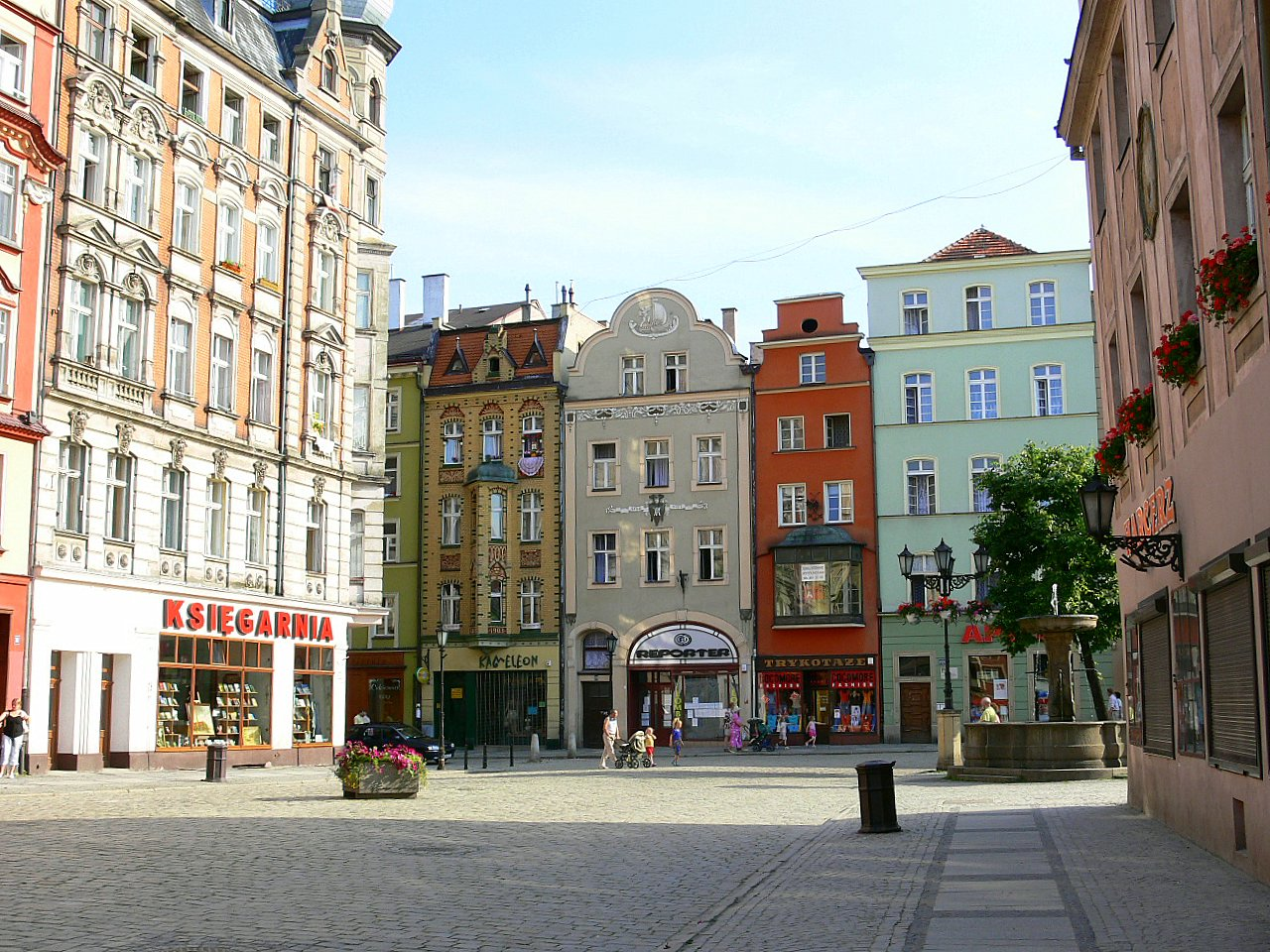
Rynek ve Svídnici (2)
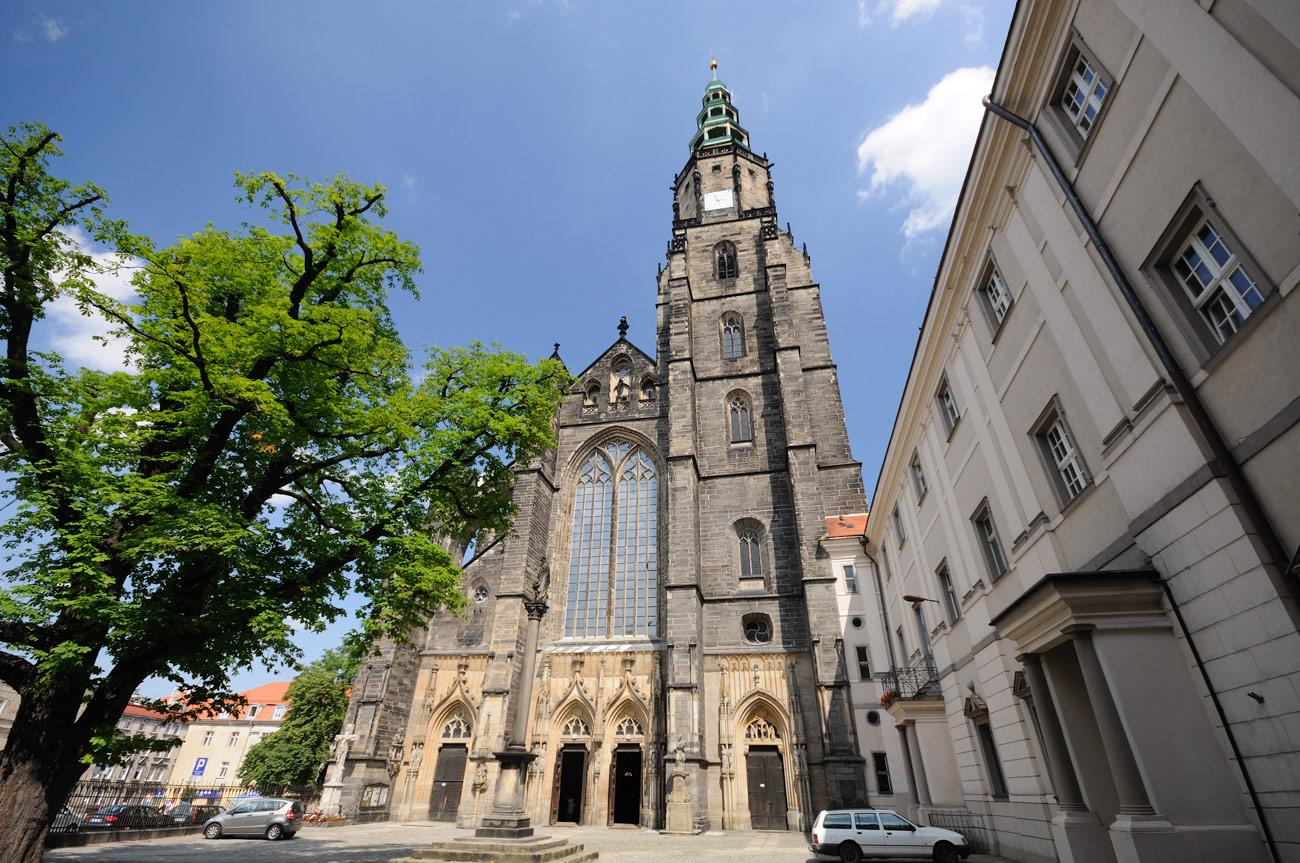
Katedrála svatých Stanislava a Václava ve Svídnici
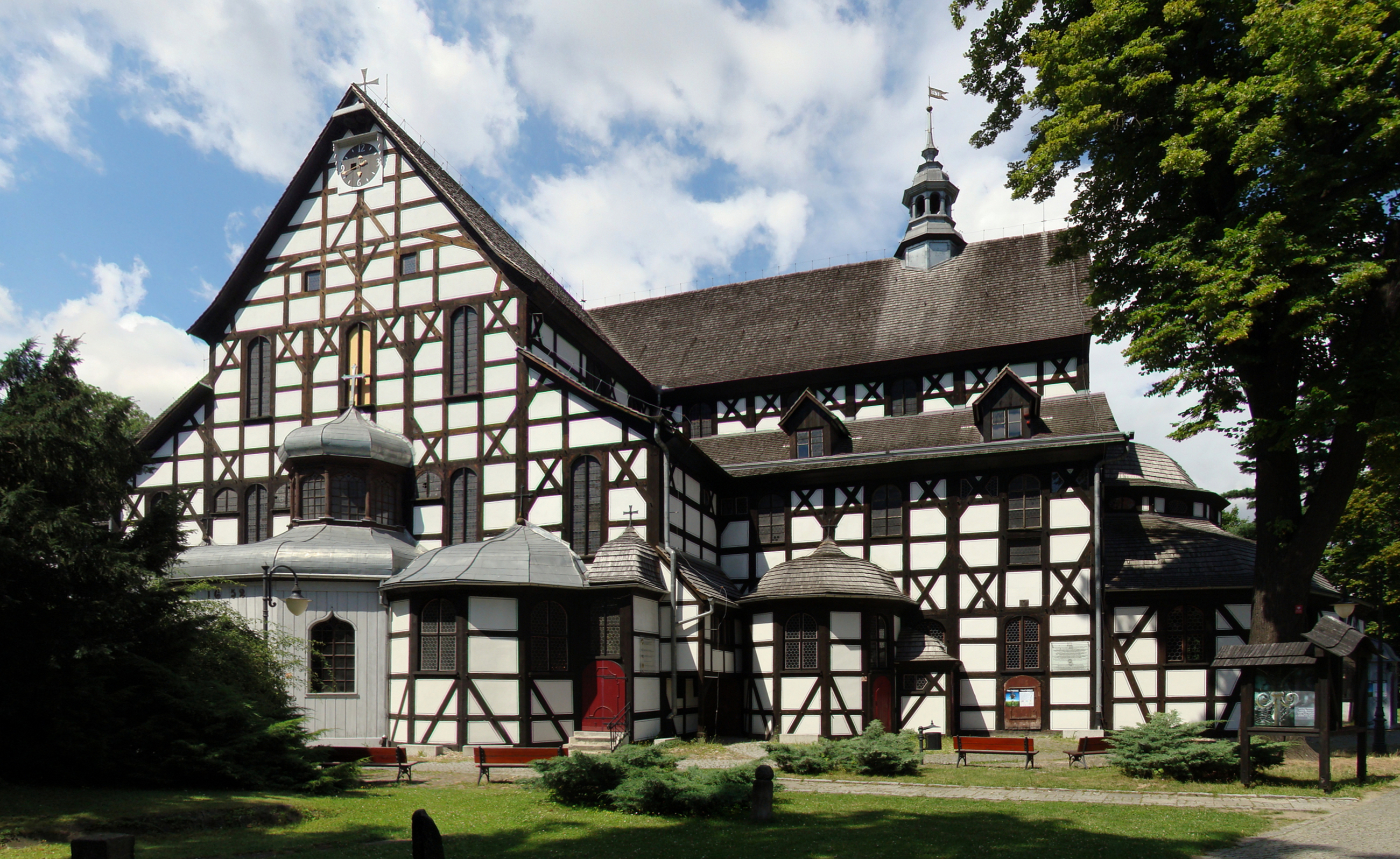
Evangelický Kostel Míru (Kościół Pokoju) ve Svídnici
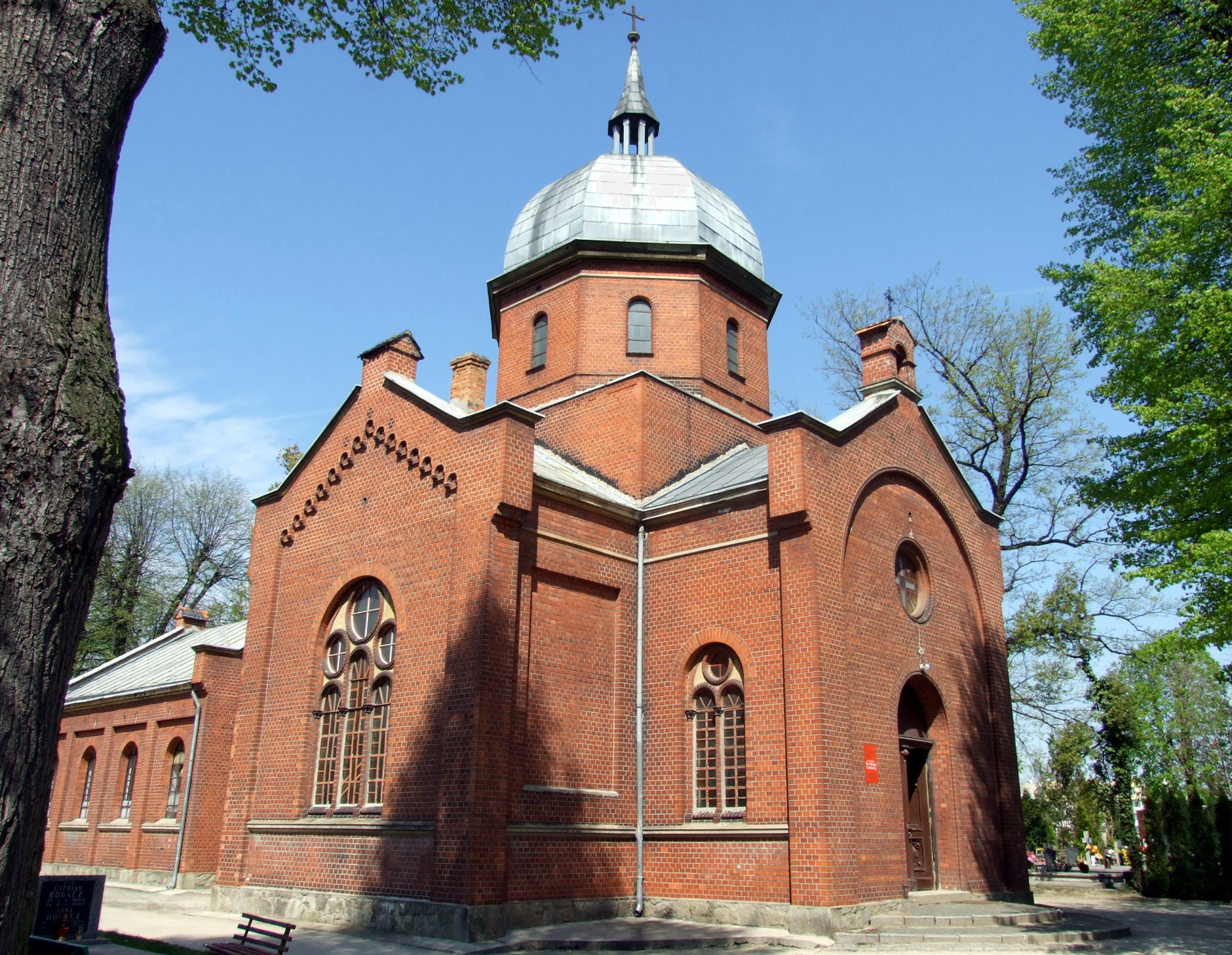
Pravoslavný chrám sv. Mikuláše ve Svídnici (Parafia św. Mikołaja)
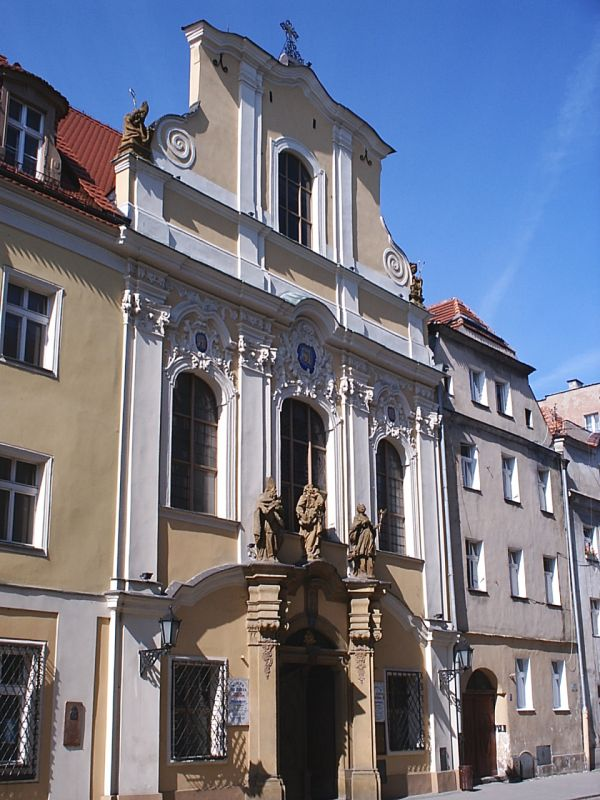
Kostel svatého Josefa
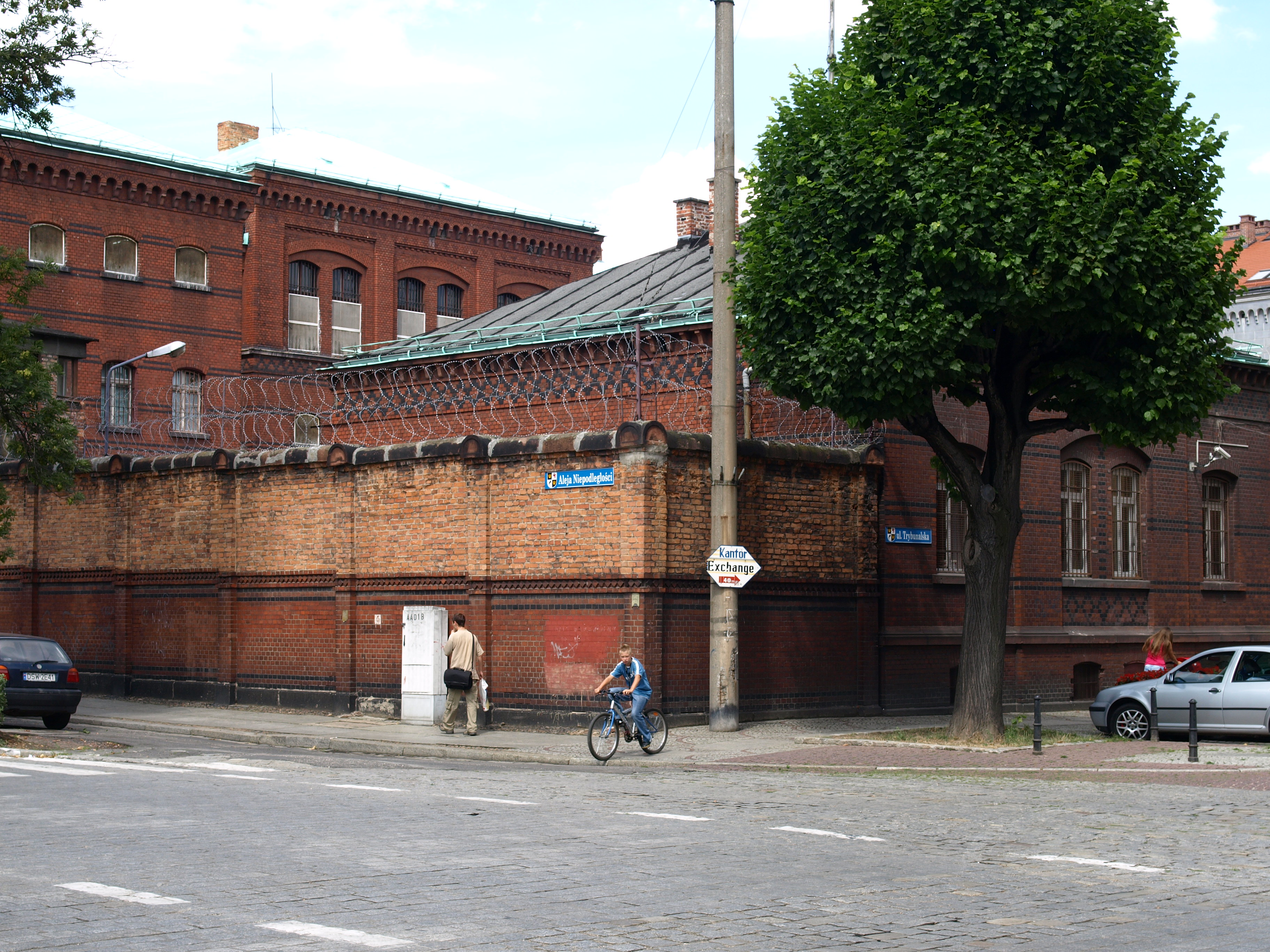
Svídnická věznice (ul. Trybunalska)